# 梅爾姆湖
49°30′17.06″N 8°22′37.79″E / 49.5047389°N 8.3771639°E

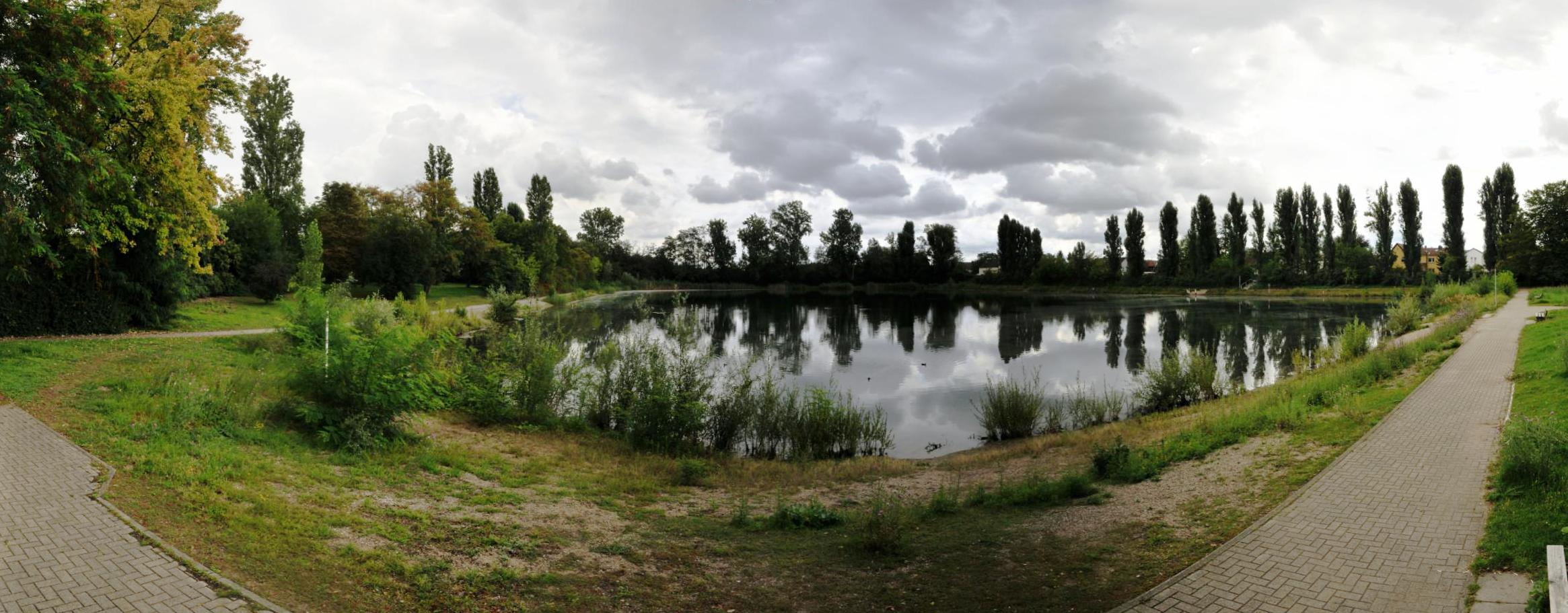

梅爾姆湖（德語：Melm），是德國的湖泊，位於該國西南部，由萊茵蘭-普法爾茨州負責管轄，處於路德維希港，長0.2公里、寬0.1公里，海拔高度91米，最大水深8米。